# Azeri-Chirag-Guneshli
Azeri-Chirag-Guneshli (Azəri-Çıraq-Günəşli) es un extenso complejo de campos petroleros en el mar Caspio, a cerca de 120 kilómetros de la costa de Azerbaiyán. Es operado por un consorcio liderado por la compañía BP. Los campos ACG tiene reservas de petróleo estimadas de 5 a 6 billones de barriles de petróleo. Al final de 2005, la velocidad de producción de ocho pozos petroleros pre-perforados en la plataforma fue de aproximadamente 240,000 barriles diarios (38,000 m³/d). La producción total se espera que alcance más de 800,000 barriles diarios (127,000 m³/d) en 2007, y alrededor de un millón de barriles diarios en 2009.
BP reporta que el petróleo crudo de ACG es exportado a través del oleoducto Bakú-Tiflis-Ceyhan al mar Mediterráneo y por el oleoducto de la Ruta de Exportación Occidental hacia Supsa en Georgia, así como por el oleoducto de la Ruta de Exportación Norte hacia Novorossiysk en Rusia.

## Historia
En el enero de 1991 el gobierno azerbaiyano declaró las licitaciones al derecho para el desarrollo de los yacimientos “Azerí”, “Chirag” y “Guneshli”. En el junio de 1991 fue establecido un consorcio para el desarrollo de los yacimientos azerbaiyanos, compuesto por las compañías Amoco, Unocal, BP, Statoil, McDermott, Ramco y SOCAR – la compañía petrolífera azerbaiyana. En 1994 la compañía Lukoil fue invitado al consorcio, que dejó el proyecto en 2003.
El contrato sobre el desarrollo del yacimientos Azeri – Chirag – Guneshli fue firmado el 20 de septiembre de 1994 en Bakú entre el gobierno azerbaiyano y 11 compañías petroleras internacionales.
El 19 de abril de 2019 las accionistas de ACG - BP y SOCAR firmaron un nuevo contrato por un valor de $ 6 mil millones en el marco del proyecto del plataforma Azeri Central East (ACE). La construcción comenzarán en 2019 y se prolongarán hasta mediados de 2022. Se espera que el proyecto alcance la primera producción en 2023.

## Participantes
- BP (35,78 %) — operador
- ChevronTexaco (11,27 %)
- SOCAR (11,65 %)
- INPEX (10,96 %)
- Statoil (8,5633 %)
- ExxonMobil (8,006 %)
- TPAO (6,75 %)
- Itochu (3,9205 %)
- ONGC (2,7213 %)

## Extracción
Primera etapa del proyecto fue comenzada con el desarrollo del yacimiento “Chirag”. La extracción de petróleo en el yacimiento “Chirag” fue iniciada en 1997.
El desarrollo del yacimiento “Azeri” central se inició en el julio de 2003, pero la extracción del petróleo fue comenzada en los principios de 2005.  En “Azerí” occidental la extracción se inició en los principios del 2006, en “Azerí” oriental – en los finales de 2006. En el fin de abril de 2008 fue iniciada la extracción del crudo en el yacimiento “Guneshli”.
Desde 1997 hasta mediados de 2012 en el grupo de yacimientos “Azerí – Chirag – Guneshli” fue extraído 272 millones de toneladas del petróleo.

## Transporte
El transporte del petróleo, extraído de los yacimientos se realizaba por el oleoducto Bakú – Novorosiisk. En 1996 fue iniciada la construcción el oleoducto Bakú – Supsa, que se terminó en 1998 y se inauguró en 1999.
En el diciembre de 1999, dos primeros tanques, cargadas del petróleo azerbaiyano aparecieron en el mercado mundial.
En 2002 se inició la construcción del oleoducto nuevo “Bakú – Tiflis - Ceyhan”, que había previsto en el “Contrato del siglo de 1994”. En el mayo de 2006 se abrió el oleoducto y en 2006 se comenzó la transportación del crudo. 
El 14 de septiembre de 2017 el gobierno azerbaiyano con las compañías petroleras SOCAR, BP,  Chevron, INPEX, Statoil, ExxonMobil, TP, ITOCHU и ONGC Videsh firmaron el “Nuevo contrato del siglo”, que prevé la prolongación del “Contrato del siglo de 1994” y desarrollo de los yacimientos “Azerí – Chirag - Guneshli” hasta 2050.